# Фернандес, Кристо
Кристобаль Фернандес (исп. Cristóbal Fernández; род. 27 января 1993, Гвадалахара) — мексиканский актёр, который наиболее известен своей ролью Дани Рохаса в телесериале «Тед Лассо».

## Биография
Фернандес родился 27 января 1991 года в Гвадалахаре, штат Халиско. Он полюбил футбол в юном возрасте. Его страсть к футболу принесла ему место в молодёжном составе клуба «Депортиво Эстудиантес Текос» в возрасте 15 лет. Травма колена в конечном итоге положила конец его карьере. После поддержки родителей, будучи в колледже, он решил заняться актерством.
В 2017 году он основал свою кинокомпанию Espectro MX Films. Его самым успешным фильмом на сегодняшний день является «Fuera de Serie» (2017), получивший награду «Лучший продюсер и режиссура короткометражного фильма» на «Premios Latino 2018» в Марбелье.
В 2020 году он возвращается к актёрской деятельности, играя Дани Рохаса, харизматичного футболиста, в сериале Apple TV+ «Тед Лассо» с Джейсоном Судейкисом в главной роли.
Помимо испанского, Кристо говорит на нескольких языках, таких как английский, немецкий, французский и итальянский.

## Фильмография
| Год       |    | Русское название                     | Оригинальное название            | Роль             |
| --------- | -- | ------------------------------------ | -------------------------------- | ---------------- |
| 2016      | ф  | Тридцать, одинокий и фантастический  | Treintona, soltera y fantástica  | официант         |
| 2020—2023 | с  | Тед Лассо                            | Ted Lasso                        | Дани Рохас       |
| 2021      | ф  | Человек-паук: Нет пути домой         | Spider-Man: No Way Home          | бармен           |
| 2023      | ф  | Трансформеры: Восхождение Звероботов | Transformers: Rise of the Beasts | Уилджек          |
| 2024      | с  | Зорро                                | Zorro                            | предыдущий Зорро |
| 2024      | с  | Акапулько                            | Acapulco                         | Густаво          |
| 2021      | мф | Касагранде                           | The Casagrandes Movie            | Чипири           |
| 2024      | ф  | Веном: Последний танец               | Venom: The Last Dance            | бармен           |
| 2024      | ф  | Соник 3 в кино                       | Sonic the Hedgehog 3             | TBA              |
| TBA       | ф  | В полёте                             | In Flight                        | Марко            |

## Награды и номинации
| Год  | Ассоциация                      | Категория                                                                      | Проект                                         | Результат | Прим. |
| ---- | ------------------------------- | ------------------------------------------------------------------------------ | ---------------------------------------------- | --------- | ----- |
| 2021 | Imagen Awards                   | Лучший актер второго плана – Телевидение (комедия)                             | Тед Лассо                                      | Номинация | [ 4 ] |
| 2022 | Премия Гильдии киноактёров США  | Премия Гильдии киноактёров США за лучший актёрский состав в комедийном сериале | Тед Лассо                                      | Победа    | [ 5 ] |
| 2023 | Hollywood Music in Media Awards | Песня – Экранное исполнение (ТВ-шоу/мини-сериал)                               | "So Long, Farewell" (из телесериала Тед Лассо) | Номинация | [ 6 ] |
| 2023 | Премия Гильдии киноактёров США  | Премия Гильдии киноактёров США за лучший актёрский состав в комедийном сериале | Тед Лассо                                      | Номинация | [ 7 ] |